# Паритта

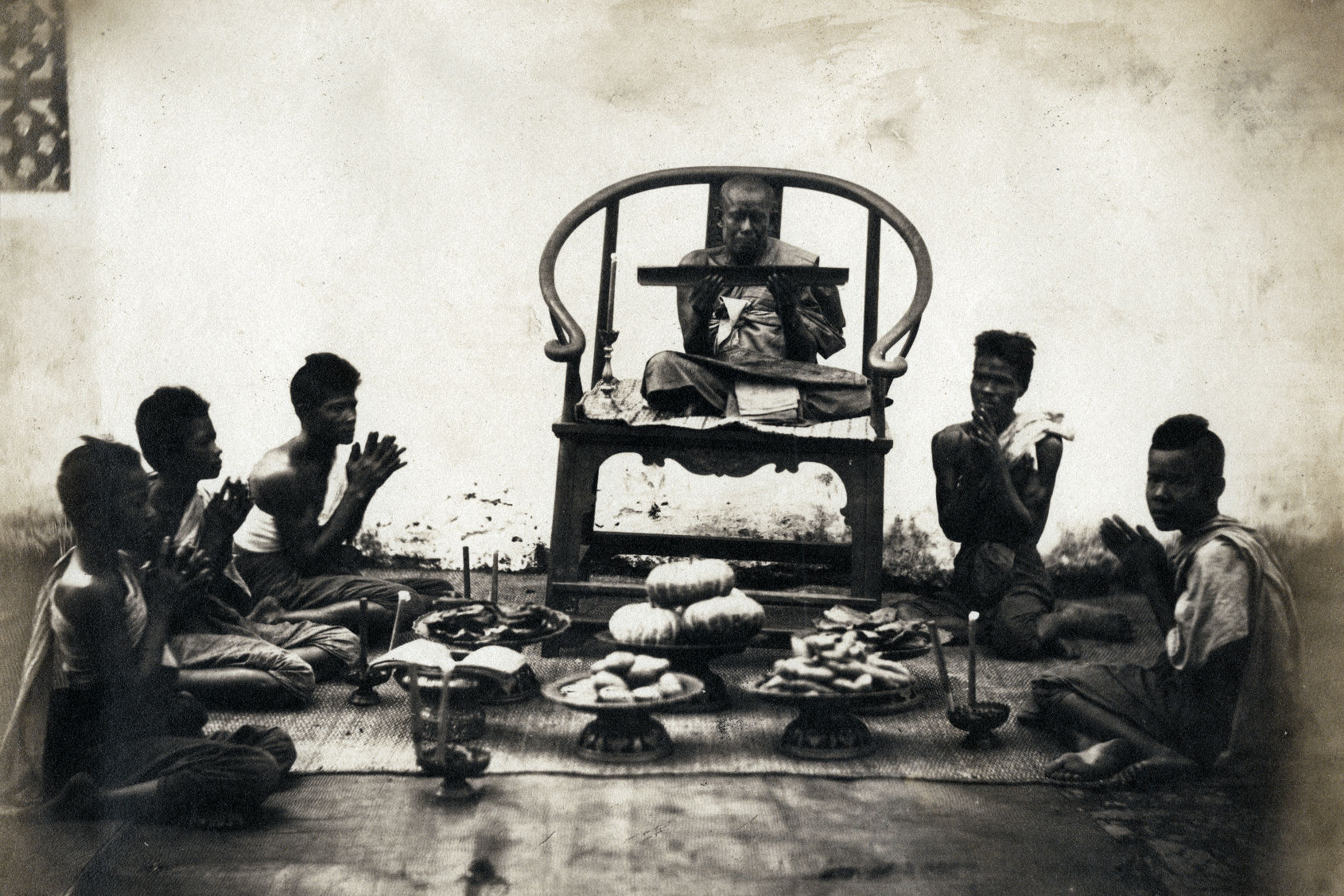
Буддийский монах зачитывает мирянам паритта-сутты

Паритта (пали parittā, IAST: paritrai, paritrāṇa — обычно переводится как «защита» или «охрана». Термин относится к буддийской практике декламации определённых стихов и писаний с целью отвратить беду или опасность, а также к конкретным текстам, называемым паритта-сутты. Практика чтения или прослушивания паритта-сутт в истории буддизма началась очень рано.

## Этимология и значение
Палийский термин пали parittā буквально означает «всеобъемлющая защита». В буддийских канонических текстах изначально париттами называли тексты, служащие защитой от злокозненных действий разных существ (пали amānussa, IAST: amāmusya), таких как якхи, и способные исцелять, например, от укусов ядовитых змей. В палийских текстах встречаются следующие производные данного термина: пали parittānubhavā (восприятие паритты) и пали parittākaranato (творение паритты). C пратикой декламации паритт связан буддийский ритуал сачча-кирья, который основан на вере в действенность искреннего провозглашения истины.

## Применение
В палийской литературе эти короткие стихи рекомендуются Буддой как защита от некоторых несчастий. Вера в эффективную силу исцеления или защиту сачча-кирья или провозглашение чего-то совершенно истинного является аспектом действия, приписываемого паритте.
Паритта сутты включают в себя некоторые изречения или проповеди Будды, которые могут даровать защиту и освобождение от дурного влияния. Для тех, кто внимает им с верой в Истинность слов Будды, их повторение будет благотворно. Благополучие ума может способствовать физическому оздоровлению. Чтение паритта-сутт может создать такой настрой ума, благодаря которому человек сможет преодолеть негативные состояния сознания.
Также широко распространено мнение, что если монахи будут всю ночь декламировать паритты, это принесёт безопасность, мир и благополучие в общину. Такие декламации также проводят в торжественных случаях, например, при открытии нового храма или дома или для благословления паствы. Иногда паритты читают и в трудную минуту, например, на похоронах или в годовщину смерти близкого человека. Их также можно читать, чтобы успокоить враждебных духов.

## Типы чтений
В Палийском каноне есть несколько стихов, которые определены как паритта-сутты.

### Выражение почтения
Большинство паритт включают в себя выражение почтения Будде или, в более широком смысле, Тройной драгоценности (Будде, Дхамме, Сангхе). Одной из самых известных является Ратана сутта (Сн 2.1), где, например, говорится:
Какие бы сокровища ни были ни здесь, ни в загробном мире, какие бы драгоценные камни ни находились в небесных мирах, ничто не сравнимо с Татхагатой (Совершенным).
Этот драгоценный камень  — Будда. Истиной, им возвещенною, воцарится блаженство!

### Поиск помощи
Несколько паритт включают непосредственно просьбу о помощи к Будде. Примеры такого типа можно найти в Чандима сутте СН 2.9 и Сурия сутте СН 2.10. В этих двух текстах божества Канда и Сурья защищают себя от нападения божества затмения Раху, произнося короткие стихи, восхваляющие Будду, и прося о его защите:«О Будда, Герой, ты полностью свободен от всякого зла. Я поклоняюсь тебе. Я попал в беду. Будь моим убежищем». Будда внемлет и реагирует на паритту; он предписывает Раху освободить пленённых божеств, угрожая расколоть его голову на семь частей.

### Благословение
Другой тип паритт опирается на добродетель человека, а не Будды. К этому типу можно отнести Ангулимала сутту МН 86, историю убийцы, ставшего монахом. Проходя мимо беременной женщины, у которой начались тяжелые роды, Ангулимала был вынужден оказать ей помощь. Будда велел ему дать женщине своего рода благословение, произнеся короткий стих, провозглашающий его собственную добродетель: 
 Сестра, с тех пор, как я родился благородным, я не совершал преднамеренного убийства живого существа. Пусть силою этой истины ты разрешишься, и дитя выживет. 
 Этот стих в настоящее время используется как благословение для рожениц в буддийской традиции Тхеравады.

## Формы выражения
Будда и араханты могут сосредоточиться на паритта суттах без помощи другого. Однако, когда они болеют, им легче слушать то, что говорят другие, и, таким образом, концентрировать своё внимание на дхамме, содержащейся в суттах, а не думать о дхамме самостоятельно. Например, в случае болезни, которая ослабляет ум (у мирян), было обнаружено, что внешнее внушение более эффективно, чем самовнушение. В Гилана сутте СН 46.16 монах Махачунда зачитывает Будде семь факторов просветления, что помогает ему оправиться от тяжелой болезни.
Обычно тексты паритт произносятся вслух, но возможно и другие формы передачи и хранение. В Таиланде тексты паритт печатают на маленьких кусочках ткани с изображениями Будды или знаменитых монахов. Подобный текст — часто в письме Кхома — иногда включается в татуировки, которые, как полагают, обладают защитной силой, известной как Сак Янт .

## Сборники
Паритта-сутты широко используются в повседневной практике во всем мире буддизма Тхеравады. Популярные сборники стихов паритта являются одними из самых широко известных палийских текстов. Примером такого сборника является сингальская «Пирит Пота» («Книга защиты»), также известная как «Маха Пирит Пота» и «Катубханаварапали» («Текст четырёх декламаций»). Её также называют «Буддийской Библией». Этому сборнику обычно отводится важное место в буддистском доме, и к нему относятся с почтением. Книга содержит собрание из двадцати четырёх или двадцати девяти сутт, почти все из них входят в состав Сутта-питаки. Ниже приводятся эти сутты и связанные с ними канонические источники.
| 1.  | Сарана-гама («Прибежище»)                                                      | Кп 1                        |
| 2.  | Даса-сикхапада («Десять обетов»)                                               | Кп 2                        |
| 3.  | Саманера-панха («Вопросы новичков»)                                            | Кп 4                        |
| 4.  | Дватимсакара (" 32 Части тела ")                                               | Кп 3                        |
| 5.  | Паччавекхана («Четырёхчастное размышления о монашеских принадлежностях»)       | МН 2                        |
| 6.  | Дасадхамма сутта («Десять вещей»)                                              | АН 10.48                    |
| 7.  | Махамангала сутта («Беседа о великих благословениях»)                          | Кхп 5, Сн 2.4               |
| 8.  | Ратана сутта («Три сокровища»)                                                 | Хп 6, Сн 2.1                |
| 9.  | Карания Метта сутта («Доброжелательность»)                                     | Kхп 9, Сн 1.8               |
| 10. | Кхандха паритта/Ахираджа-сутта («Защита от змей»)                              | АН 4.67                     |
| 11. | Метта-анисамса («Доброжелательность»)                                          | АН 11.15, АН 8.1            |
| 12. | Митта-анисамса («Преимущества дружбы»)                                         | Дж 538                      |
| 13. | Мора-паритта («Защита павлина»)                                                | Дж 159                      |
| 14. | Чанда-паритта («Защита лунного божества»)                                      | СН 2.9                      |
| 15. | Сурья-паритта («Защита солнечного божества»)                                   | СН 2.10                     |
| 16. | Дхаджагга-паритта («Защита флага»)                                             | СН 11.3                     |
| 17. | Махакассапа Тера Боджханга («Факторы пробуждения старейшины Маха Кассапы»)     | СН 46.14 (Гилана Сутта I)   |
| 18. | Махамогаллана Тера Боджханга («Факторы пробуждения старейшины Маха Могалланы») | СН 46.15 (Гилана Сутта II)  |
| 19. | Махакунда Тера Боджханга («Факторы пробуждения старейшины Маха Чунды»)         | СН 46.16 (Гилана Сутта III) |
| 20. | Гиримананда сутта                                                              | АН 10.60                    |
| 21. | Исигили сутта («Глотающая провидцев»)                                          | МН 116                      |
| 22. | Дхаммачакка ппаваттана сутта («Поворот Колеса Дхаммы»)                         | СН 56.11                    |
| 23. | Маха-самая сутта («Великое собрание»)                                          | ДН 20                       |
| 24. | Алавака сутта («Об Алавакском Дискурсе»)                                       | СН 10.12                    |
| 25. | Касибхарадваджа сутта («К Каси Бхарадвадже»)                                   | Сн 1.4                      |
| 26. | Парабхава сутта («Падение»)                                                    | Сн 1.6                      |
| 27. | Васала сутта («Изгой»)                                                         | Сн 1.7                      |
| 28. | Сачча-вибханга сутта («Разъяснение истин»)                                     | МН 141                      |
| 29. | Атанатия сутта («Атанатия»)                                                    | ДН 32                       |